# Ledsham (West Yorkshire)
Ledsham – wieś w Anglii, w hrabstwie ceremonialnym West Yorkshire, w dystrykcie metropolitalnym Leeds. Leży 17 km na wschód od centrum miasta Leeds i 263 km na północ od Londynu.